# Christine Abdelnour
Christine Abdelnour Sehnaoui (* 1978 in Paris als Christine Abdelnour) ist eine französische Improvisationsmusikerin (Altsaxophon) mit libanesischen Wurzeln.

## Leben und Wirken
Abdelnour entdeckte 1997 die Improvisationsmusik für sich und begann autodidaktisch Altsaxophon zu lernen und damit zu experimentieren, wobei sie dessen maximale Erforschung anstrebte.
Dabei entwickelte sie eine einzigartige persönliche Sprache, die auf Klängen beruht, die denen der elektroakustischen Musik nahe kommen, aber rein akustisch auf dem Instrument erzeugt werden. Unter anderem verwendet sie subtile Zungentechniken, vehemente Atemzüge, beißende, schneidende Töne und gehauchte Echoklänge aus dem Schallbecher ihres Saxophons. Fernab von jeglichen erzählerischen Effekten thematisiert ihre Musik die Beziehung zwischen Hören und Konzepten von Wahrnehmung, Zeit und Raum.
Abdelnour war zehn Jahre mit dem libanesischen Musiker Sharif Sehnaoui verheiratet. Gemeinsam mit dem Beiruter Künstler Mazen Kerbaj gründeten die beiden im Jahr 2000 das Irtijal-Festival in Beirut, das heute noch besteht. Sie ist Solokünstlerin und war zudem häufig in Duoformationen auf internationalen Tourneen, etwa mit Magda Mayas, Andy Moor, Pascal Battus, Andrea Neumann, Bonnie Jones, Ryan Kernoa, Raymond Strid, Hans Koch (FFlair, ezz-thetics 2023), Chris Corsano, Joachim Nordwall oder Sven-Åke Johansson (La Vase / Slikke, 2010). Daneben arbeitet sie im Miles Davis Quintet Orchestra! mit Sylvain Darrifourcq, Xavier Camarasa, Valentin Ceccaldi, Emilie Škrijelj und Michael Thieke, das das Album Stretchin’ With vorlegte und mit Kognitionswissenschaftlern vom Institut de recherche et coordination acoustique/musique und der Central European University Wien untersucht, welche Rolle der Wiederholung in der Musik zukommt oder was es mit dem Konzept der Imitation auf sich hat.
Abdelnour trat beim Jazz Festival Willisau, Ruhrtriennale, Angelica Festival, A l’Arme Festival Berlin, dem Seattle Improvised Festival und weiteren Festivals auf. Über ein Dutzend CDs geben Einblick in die Arbeiten der Musikerin. Seit einigen Jahren gibt sie in Meisterkursen ihre Erfahrungen weiter.